# ウソリエ・シビリスコエ市電
ウソリエ・シビリスコエ市電（ロシア語: Трамвай Усолья-Сибирского）は、ロシア連邦の都市であるウソリエ・シビリスコエに存在する路面電車。ソビエト連邦時代の1967年に営業運転を開始し、2020年現在はウソリエ・シビリスコエ市が所有する公共交通運営企業であるエレクトロアヴトトランス（МУП «Электроавтотранс»）によって運営されている。

## 概要
ロシア連邦イルクーツク州に位置するウソリエ・シビリスコエは、苛性ソーダや機械、合成ゴムを始めとした製造業を中心とした工業都市である。この都市の工業化が本格的に始まったのはソビエト連邦（ソ連）時代の1960年代、シベリア最大の化学工業地帯の建設がきっかけであったが、それに伴い工場と住宅地を結ぶ労働者の移動手段が必要となった。そこで1963年4月5日、ウソリア・シビリスコエ市議会人民代表会議は同市に路面電車を建設する事を決定し、建設や運転士の訓練を経て1967年2月23日に最初の路線が開通した。
以降は1970年、1971年、1972年、1974年と延伸が行われ、ソビエト連邦の崩壊後の2008年から2010年にかけても利便性の向上を目的にロシア鉄道のウソリエ・シビリスコエ駅前へ0.5 km延長している。だがソ連崩壊以降利用客数は減少を続けており、2008年時点の毎月の利用客が100万人前後だったものが2017年には65 - 70万人となっている。更に電気代の高騰、従業員の最低賃金引上げなどの影響もあって運賃の値上げも行われており、2020年1月1日以降は1回の乗車につき23ルーブルに設定されている。

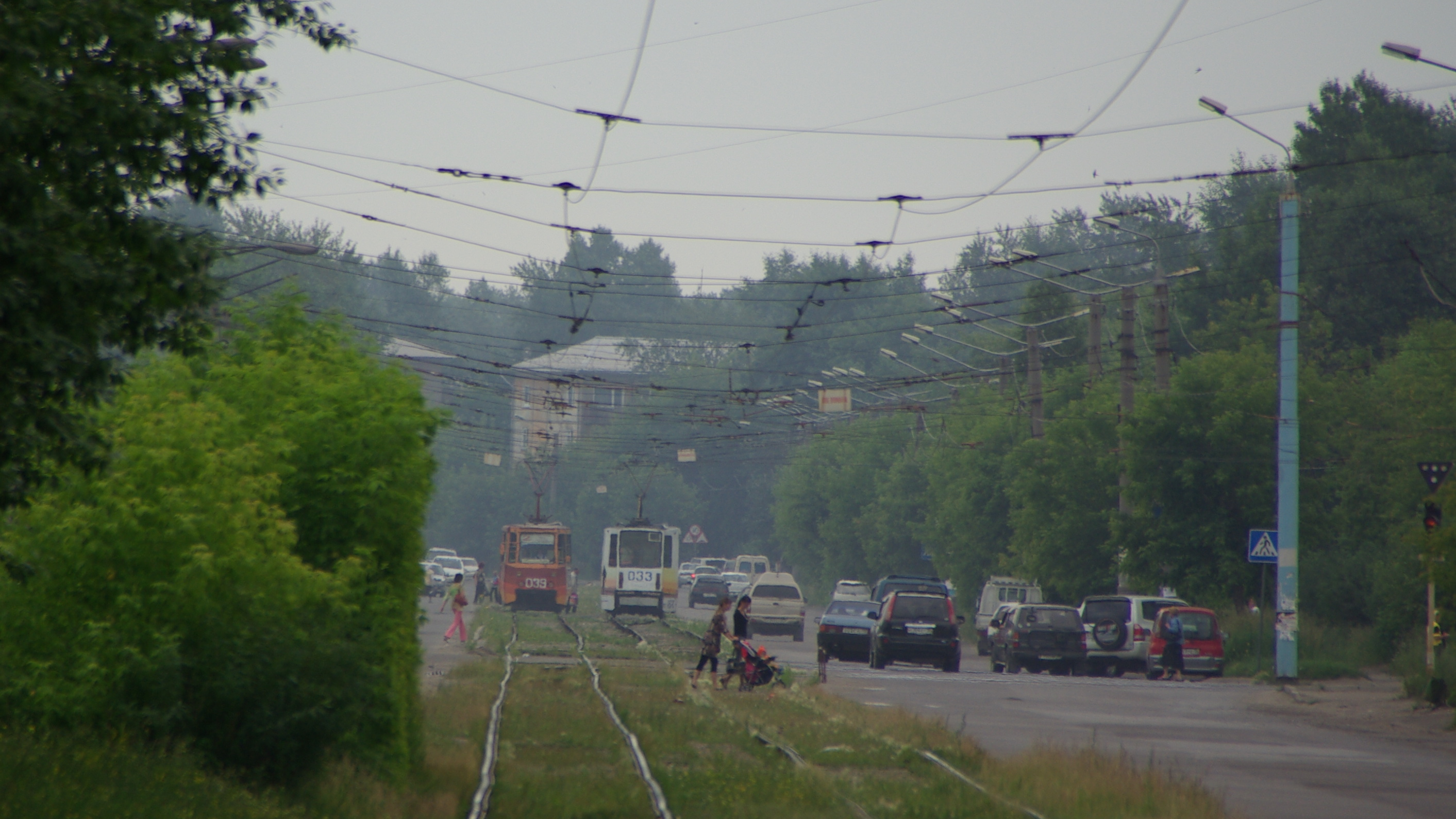
市電の専用軌道（2009年撮影）
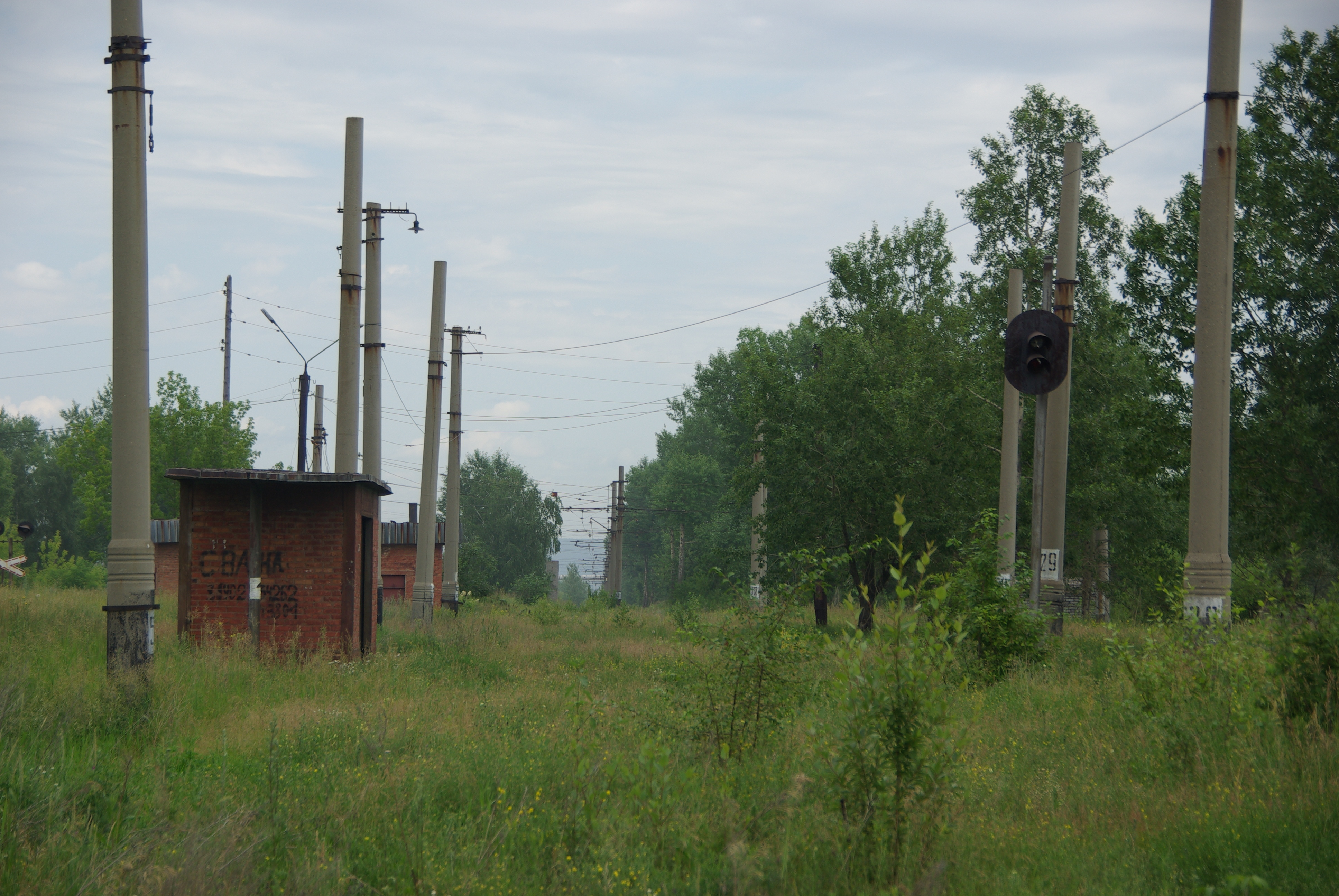
一部区間は2001年に廃止された（2009年撮影）
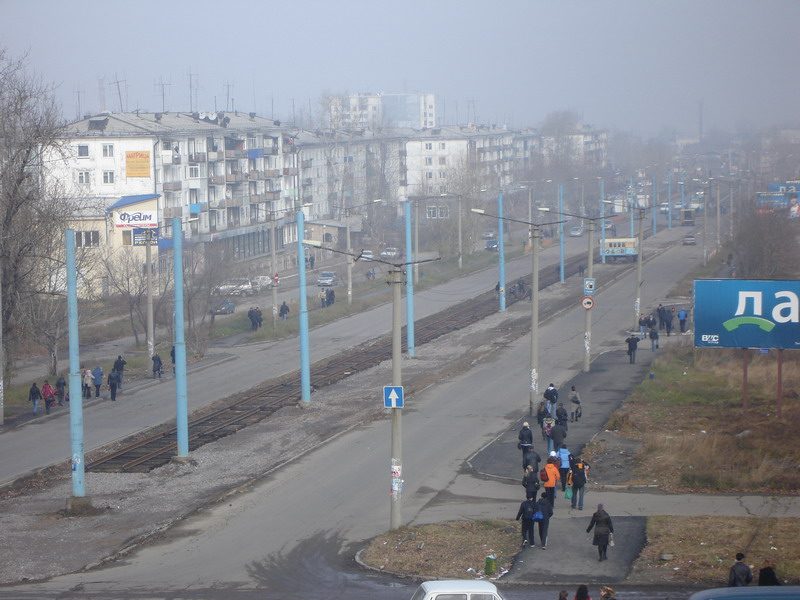
延伸工事中の路線（2008年撮影）

2020年現在、ウソリエ・シビリスコエ市電では以下の4系統が運行している。
| 系統番号 | 起点        | 終点          | 営業キロ | 備考・参考                       |
| -------- | ----------- | ------------- | -------- | -------------------------------- |
| 1        | Трампарк    | ПЗО           | 10.9km   |                                  |
| 2        | Ж.Д. Вокзал | 9-я Столовая  | 17.36km  |                                  |
| 2        | Ж.Д. Вокзал | ПЗО           | 17.36km  | 一部列車は9-я Столовая電停を経由 |
| 3        | Ж.Д. Вокзал | Трампарк      | 13.61km  |                                  |
| 3        | Ж.Д. Вокзал | Магистральная | 10.11km  |                                  |

## 車両
ウソリエ・シビリスコエ市電の主力車両はソ連時代に導入された71-605だが、ソ連崩壊以降の経済的な混乱により長期に渡って修繕工事が十分に行われない状況となり、老朽化が進んでいた。この状態を打破するため、2003年2月にエレクトロアヴトトランスはロシア運輸省からの認可を受けてこれらの車両の大規模更新工事を実施した。内容は多岐に渡り、照明やドアエンジンを始めとした機器の交換、外板の交換やそれに伴うコルゲート構造の廃止、座席や運転台の更新、信頼性向上を目的とした補助電源装置の変更などが行われた。これらの工事が行われた車両は71-605RM（71-605РМ）と言う形式名に変更され、2004年に最初の車両が完成した。
ただしこの更新工事は2006年にもう1両を対象に実施されて以降行われておらず、2018年からはモスクワ市電で余剰となった高床式車両を譲受する形での近代化を実施している。これらの更新車両やモスクワ市電からの譲渡車両を含め、2020年時点でウソリエ・シビリスコエ市電に在籍中、もしくは導入予定の営業用車両は以下の通りである。
| 形式   | 形式     | 両数 | 備考・参考                                        |
| ------ | -------- | ---- | ------------------------------------------------- |
| 71-605 | 71-605   | 23両 |                                                   |
| 71-605 | 71-605A  | 2両  |                                                   |
| 71-605 | 71-605RM | 2両  | 更新車両                                          |
| 71-608 | 71-608K  | 1両  |                                                   |
| 71-608 | 71-608KM | 2両  | 1両はモスクワ市電からの譲渡車両                   |
| 71-619 | 71-619KT | 5両  | 3両はモスクワ市電からの譲渡車両                   |
| 71-619 | 71-619A  | 7両  | モスクワ市電からの譲渡車両 2020年以降運行開始予定 |

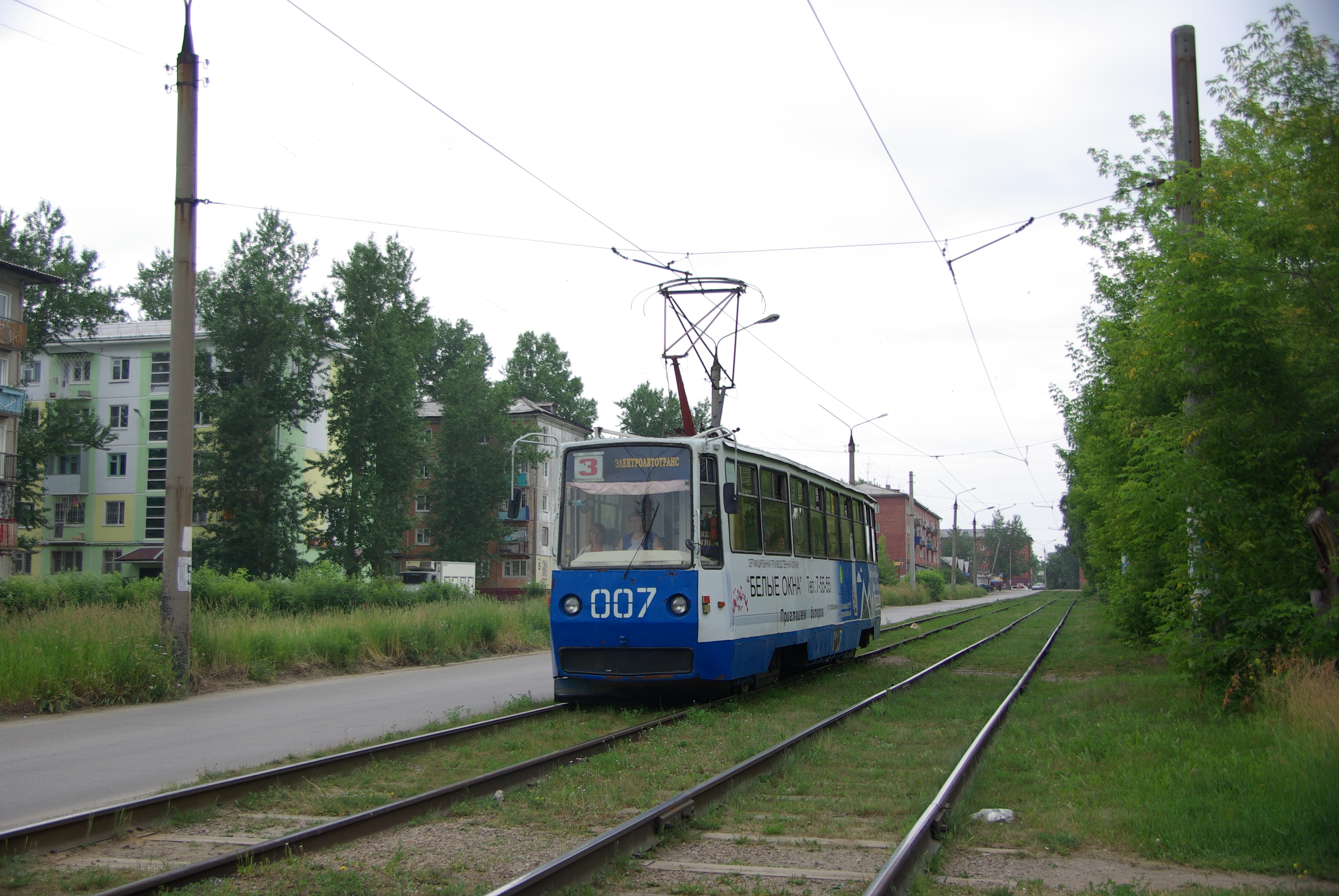
71-605RM（2009年撮影）
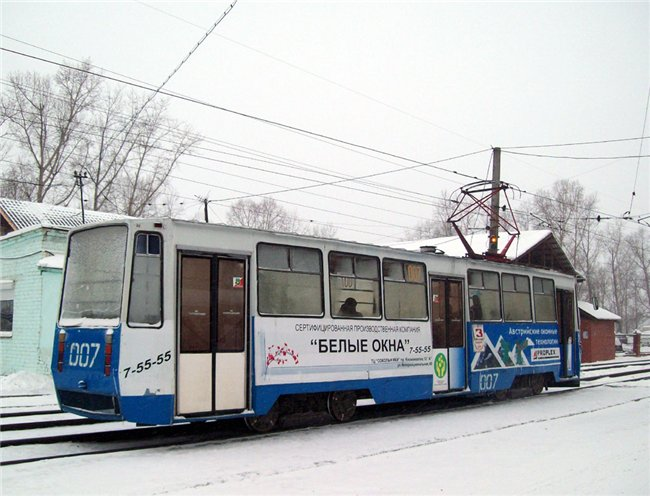
71-605RM（後方）（2018年撮影）
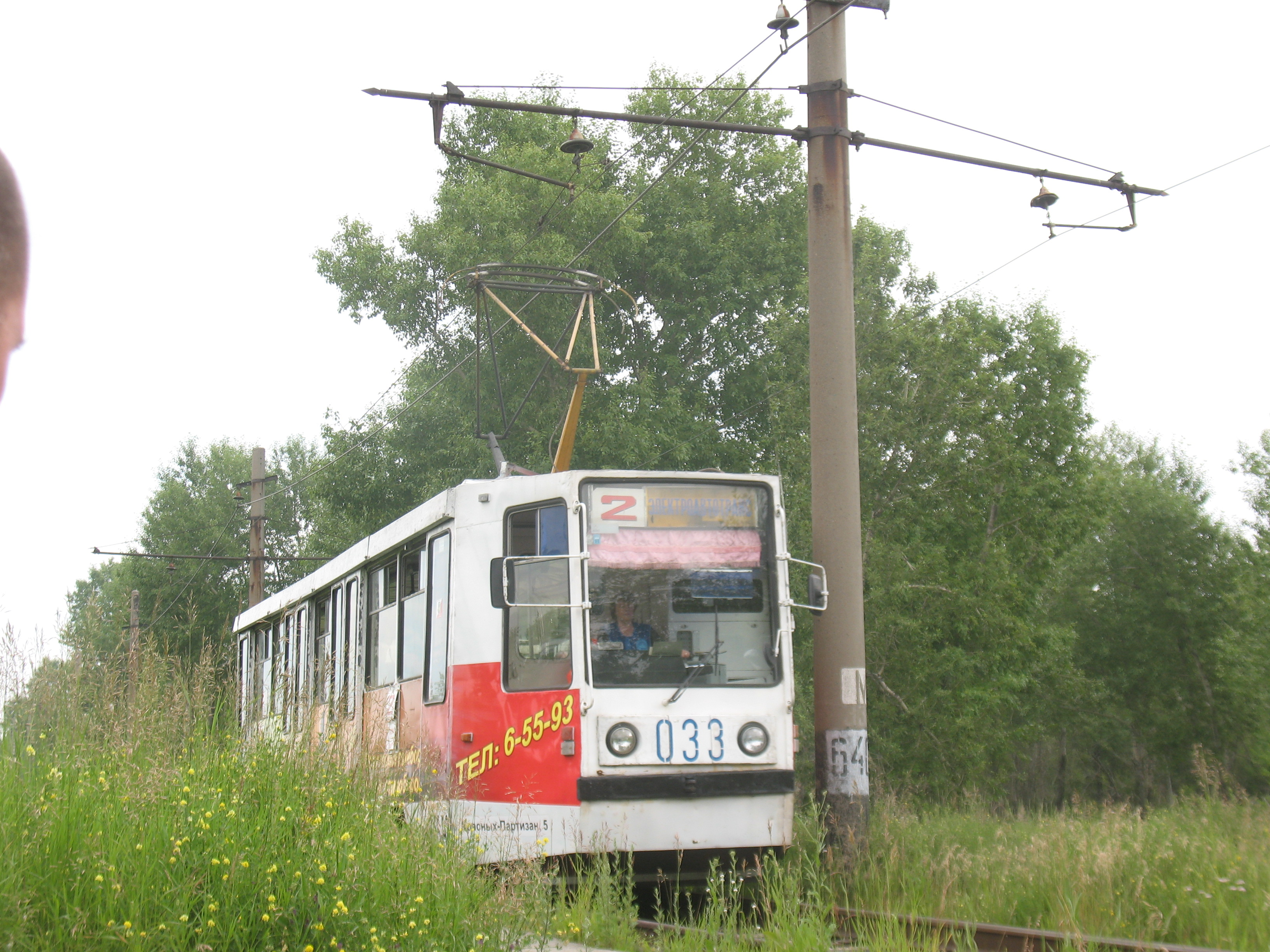
71-608K（2009年撮影）
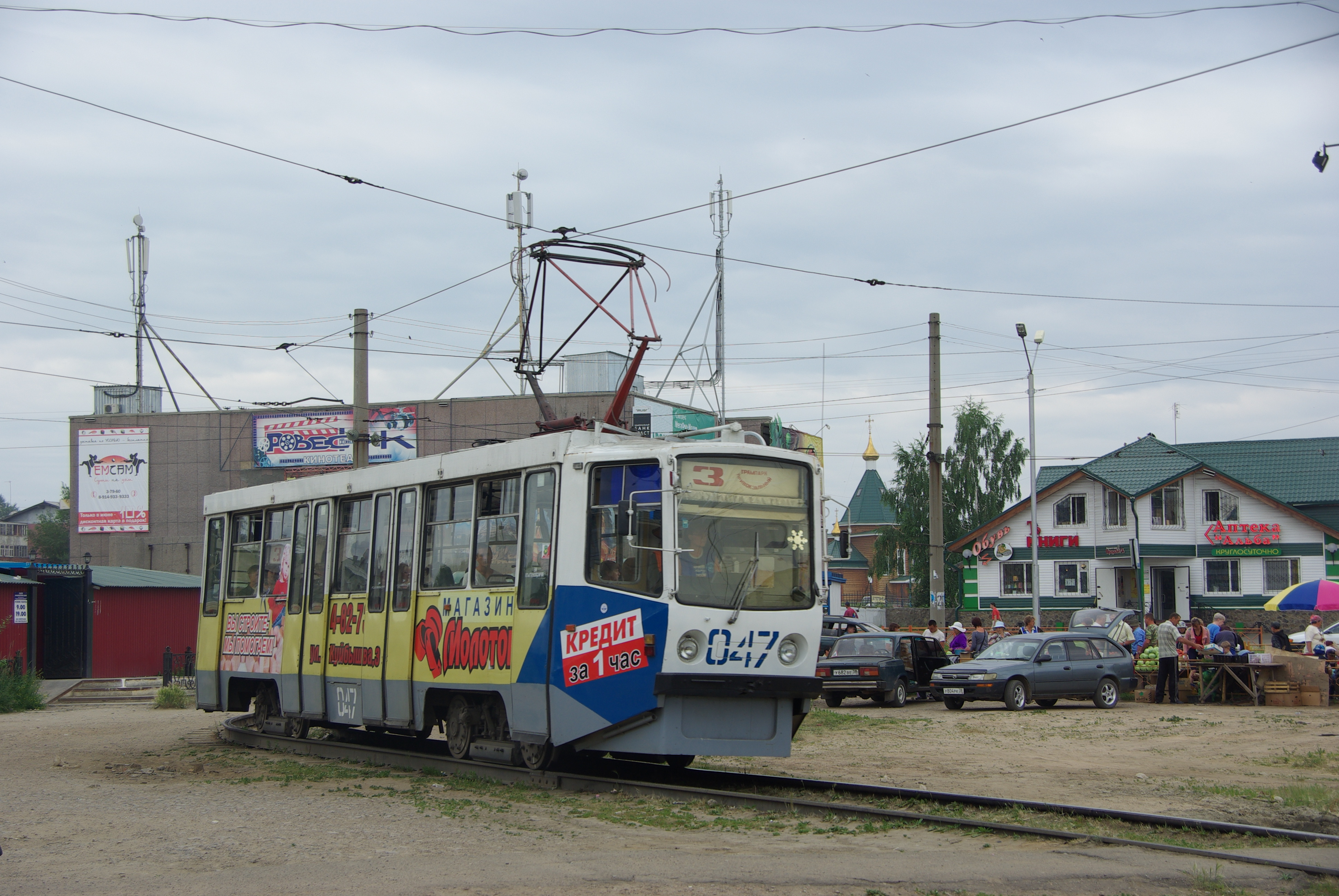
71-608KM（2009年撮影）
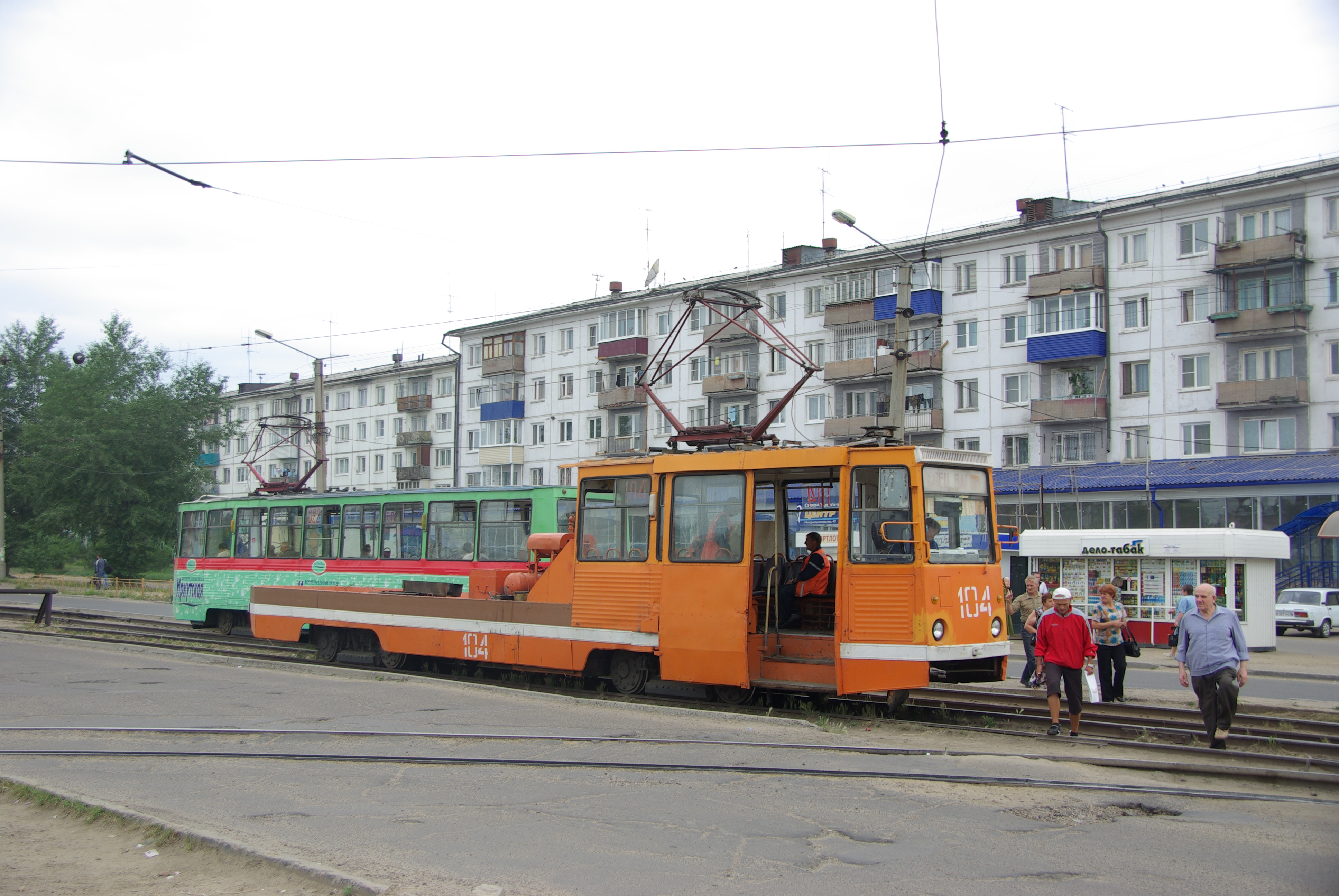
事業用車両（2009年撮影）